# Deathcore
Deathcore – podgatunek muzyki ekstremalnej, wynikły z połączenia dwóch gatunków muzycznych, death metalu i metalcore’u.
Gatunek ten charakteryzuje się wymieszaniem szybkich riffów charakterystycznych dla death metalu, ze zwolnieniami (breakdown) charakterystycznymi dla metalcore’u, jak również technicznych elementów gry z melodyjnymi riffami hardcore’owymi. W wielu zespołach grających ten gatunek można także zaobserwować dużą inspirację brutal death metalem oraz nu-metalem. Charakterystyczne dla gatunku są growl, scream, czasami również „pig squeal” (rodzaj growlu, który przypomina odgłosy torturowanej świni). Czyste wokale są bardzo rzadkie, praktycznie nie występują.
Zespoły wykonujące deathcore to m.in.: All Shall Perish, As Blood Runs Black, Bring Me the Horizon (dawniej), Frontside (dawniej), Carnifex, Chelsea Grin, Thy Art Is Murder, Impending Doom, Infant Annihilator, The Acacia Strain, After the Burial, Make Them Suffer, Emmure, Despised Icon, Heaven Shall Burn, Rings of Saturn, Job for a Cowboy, Neaera, Oceano, Suicide Silence, Whitechapel, Lorna Shore i Winds of Plague.